# 제프 커노턴

제프 코너튼(Jeff Connaughton)은 조지 패커의 논픽션 《디 언와인딩》(The Unwinding: An Inner History of the New America)에 등장하는 워싱턴 정치 내부자이자, 조 바이든의 오랜 보좌관 출신의 작가, 로비스트, 정치인이다. 그는 이후 로비스트와 법률가로 활동하며 워싱턴 D.C. 권력 구조와 부패의 내부를 목격한 인물로, 민주당 엘리트주의에 대한 깊은 회의를 반영한다.

## 초기 경력
제프 코너튼(Jeff Connaughton)은 미국 앨라배마주에서 태어나고 자란 인물로, 미국 남부의 전통적인 보수주의 가치가 깊이 뿌리내린 지역사회에서 성장했다. 앨라배마는 미국 정치 지형에서 공화당의 기반이 강한 지역으로, 지역사회의 정치적 정서 역시 복지보다는 자율, 평등보다는 위계에 익숙한 구조였다. 이러한 환경 속에서 성장한 코너튼은 정치적 보수주의의 담론을 자연스럽게 접했지만, 그 안에서 그는 오히려 구조적 불평등과 제도적 위선을 문제 삼는 비판적 시각을 키워나갔다. 그는 스스로를 "사회의 가장 기초적인 통념에 회의적인 시선을 보내는 청년"이었다고 회고하며, 집단의 질서보다 개인의 도덕성과 실천을 중요하게 여겼다.
학창 시절의 코너튼은 학문적으로 뛰어났을 뿐 아니라, 사회구조의 작동 원리에 대한 철학적 질문을 던지기를 주저하지 않는 학생이었다. 그는 미국 사회에서 ‘권력’이라는 것이 어떻게 분배되고, 어떻게 유지되는지를 탐구하고자 했으며, 단순한 시민 의식의 함양이 아닌 ‘권력의 구조를 바꾸기 위한 체계적 이해’를 지향했다. 이러한 문제의식은 자연스럽게 정치, 경제, 법률이라는 세 가지 핵심 축에 대한 복합적 관심으로 이어졌고, 그는 대학 진학 이후 이를 본격적으로 파고들기 시작했다.
코너튼은 앨라배마 대학교에 입학하여 경영학을 전공했으며, 학생 시절부터 학업 외의 실무 경험을 적극적으로 쌓았다. 그는 브루킹스 연구소(Brookings Institution)에서 인턴십을 수행하면서 싱크탱크가 단순한 정책 제안기관이 아니라 사실상 정치적 담론의 헤게모니를 장악하는 권력의 연장선임을 깨닫게 되었다. 동시에 그는 월스트리트의 대형 투자은행인 스미스 바니(Smith Barney)와 E.F. 허튼(E.F. Hutton)에서도 인턴십을 수행하며 금융 자본이 미국 사회에서 갖는 실질적인 영향력을 목격하였다. 이 시기의 경험은 그에게 경제와 정치가 별개의 영역이 아니라, 철저히 유기적이며 상호의존적인 권력 블록이라는 통찰을 제공해주었다.
이후 그는 시카고 대학교 부스 경영대학원에 진학하여 MBA 과정을 이수하며 체계적인 분석 능력과 경영 전략에 대한 훈련을 받았고, 이어 스탠퍼드 대학교 로스쿨에서 법학박사(J.D.) 학위를 취득하며 법률가로서의 자격을 갖추게 된다. 이는 단지 학문적 성취에 그치지 않고, 그가 미국 엘리트 체계 내부로 진입하는 데 필요한 일종의 '입장권'을 확보한 과정이었다. 그는 그 시기를 “엘리트의 언어를 배운 시기”라고 표현하며, 비판하고자 하는 체계를 내부에서 관찰하기 위한 전략적 선택이었다고 해석한다.
하지만 제프 코너튼의 진로를 결정지은 것은 학문적 성취만이 아니었다. 그에게 결정적인 전환점이 된 사건은 1979년, 대학생 시절 조 바이든(Joe Biden) 당시 델라웨어 상원의원을 처음 만난 일이었다. 그는 바이든과의 짧은 대화를 통해 정치인이 반드시 냉소적이고 계산적인 존재일 필요는 없다는 가능성을 엿보았고, 특히 바이든의 인간적인 면모와 정서적 진정성에 깊은 인상을 받았다. 코너튼은 이후 여러 차례 회고에서 “나는 바이든을 정치인이기 전에 인간으로서 신뢰했다”고 말할 정도로, 이 만남은 그에게 강렬한 인식의 변화를 가져다주었다.
그의 말에 따르면, 조 바이든은 “정치를 하는 데 있어 가장 중요한 것은 사람들의 고통을 이해하는 감수성”이라고 강조했으며, 이는 코너튼이 이후 정치와 법률의 세계에서 지속적으로 품고 있던 문제의식과 맞닿아 있었다. 이러한 경험은 그가 단지 체제를 분석하는 데 그치지 않고, 체제 내부에 들어가 변화를 모색하려는 실천적 정치 행보로 나아가게 만든 심리적 계기가 된다.
1988년, 조 바이든이 민주당의 대선 후보 경선에 출마하자 코너튼은 자발적으로 캠프에 합류하였다. 그는 단순한 지지자에 머무르지 않고, 후원자 모집, 연설문 작성, 언론 대응 전략 등 실질적인 캠페인 운영에 깊숙이 관여하였다. 이 시기 그는 정치 캠페인이 어떻게 설계되고, 어떤 언어와 이미지가 유권자의 심리에 영향을 미치는지를 몸소 배웠다. 하지만 동시에 그는 미국 정치가 현실적으로 작동하는 냉엄한 이면—즉, 돈과 인맥, 제도화된 관성—을 날카롭게 인식하게 되었다. 그는 이 시기부터 이미 “이상은 정당화를 위한 포장일 뿐, 실질적인 힘은 자금과 연결망에서 비롯된다”는 인식을 갖게 되었고, 이러한 비판적 통찰은 이후 그의 전반적인 정치 경력에 일관된 정조로 자리 잡는다.
1988년 대선 이후 그는 바이든 상원의원의 특별보좌관으로 정식 채용되어 워싱턴에 정착하게 된다. 그는 상원 법사위원회에서 입법 과정의 실무를 직접 담당하며, 입법이 이상적 공공선에 의해 이뤄지지 않고, 대형 로펌과 산업 로비스트들 간의 치열한 협상과 거래를 통해 결정된다는 사실을 체감했다. 그는 이후 자서전에서 “이념은 워싱턴에서 거의 아무 의미가 없다”고 단언하며, 자신이 목격한 법률 제정의 현실을 마치 연극처럼 조작된 것이라 회상한다. 이러한 경험은 그가 정치를 단지 이상 구현의 공간으로 보지 않게 된 계기이며, 이후 로비스트로 활동하면서도 미국 정치 시스템의 구조적 모순을 비판적으로 인식할 수 있었던 기반이 된다.
또한 그는 클린턴 행정부 시절 백악관 법률고문실에서 근무하며 행정권력의 최상위 층을 가까이에서 관찰하게 된다. 행정부의 정책 결정 과정이 내부 권력투쟁과 정보 독점, 책임 회피, 외부 명분 포장 등으로 구성되어 있다는 사실에 좌절감을 느끼게 되었고, 이러한 경험은 그가 정치의 본질을 '신념과 실천의 조화'가 아닌 '이해관계와 생존 전략의 복합체'로 인식하게 만든 결정적 계기가 된다. 그는 이 시기의 기억을 “내가 시스템의 위선을 몸으로 이해하게 된 시점”이라 표현한다.

## 워싱턴 엘리트와 로비스트 생활
제프 코너튼은 2000년, 워싱턴 D.C.의 중심인 커넥티컷 애비뉴에 본사를 둔 초당파 로비 회사인 ‘Quinn Gillespie & Associates(QGA)’에 부사장(Vice Chairman)으로 합류하며 로비스트로서의 경력을 본격화했다. 이 회사는 민주당 출신 전략가 잭 퀸(Jack Quinn)과 공화당 출신 로비스트 에드 질레스피(Ed Gillespie)가 공동으로 설립한 대표적인 양당 협력형 로비 기업으로, 정파를 넘는 정치적 접근성과 민첩한 전략 수행 능력으로 워싱턴 정계에서 독보적인 입지를 확보하고 있었다. QGA는 단순한 로비 업체가 아니라, 정당 간 ‘교차 접속’을 핵심으로 삼는 복합 권력 중개 플랫폼이었고, 코너튼은 이 회사의 고위직에 오르면서 정치와 자본의 가장 밀접한 교차지점에서 활동하게 되었다.
그가 맡은 고객은 단순히 국내 민간 기업에 국한되지 않았다. 미국석유협회(API), 베라이존(Verizon), 휴렛패커드(HP), 뱅크오브아메리카(Bank of America), 심지어 악명 높은 에너지기업 엔론(Enron)까지 QGA의 주요 의뢰인이었으며, 이들 기업은 단순한 규제 완화나 세금 감면 이상의 것을 요구했다. 코너튼은 이들의 이해관계를 대변하며 상·하원 의원, 규제기관, 행정부 고위 관료들과 직접적인 교류를 유지했고, 이 과정에서 로비란 단지 입법을 도우는 행위가 아닌, 권력의 동선을 조정하는 **정치적 설계행위**임을 실감하게 되었다.
코너튼이 몸담은 QGA는 단순히 청탁의 전달자가 아니라, 고객의 입장을 정책으로 ‘번역’해주는 전략적 기획 기관이었다. 여기서 로비는 단순한 청원이나 압박이 아닌, 정책담론을 조정하고 여론의 흐름을 설계하며, 필요시 언론과 전문가, 학계까지 포섭하는 총체적 조율의 과정이었다. 새로 채용된 로비스트에게는 “친구에게 부탁할 수 있는가?”, “돈을 벌 의지가 있는가?”라는 시험 질문이 주어졌으며, 이는 개인적 윤리나 이념보다 인맥과 충성, 그리고 물질적 동기를 우선시하는 로비업계의 작동 원리를 상징적으로 보여준다. 코너튼은 워싱턴의 최고급 테일러 브랜드 수트를 걸치고, 고급 호텔과 사교클럽에서 열리는 각종 정책 세미나, 모금 행사, 비공식 만찬 등에 정기적으로 출석했다. 그는 이곳에서 상류층 정치 엘리트 및 기업 임원들과 네트워크를 형성하고, 이를 바탕으로 특정 정책이나 예산안에 영향을 주는 방식으로 자신의 존재를 증명해 나갔다.
코너튼이 경험한 로비스트의 삶은 철저히 실용주의적이었고, 그가 속한 조직은 ‘정치인에게 접근 가능한 사람’이 되는 것을 가장 중요한 자산으로 여겼다. 특정 법안의 문구 하나를 조정하기 위해 수개월간 공청회 자료를 재구성하고, 이익단체와 정책연구소의 통계를 활용해 법제처와 상임위에 논리를 제공하는 과정은, 외부에서 보는 로비와는 전혀 다른 고차원적 전략 활동이었다. 코너튼은 이 과정을 “정치의 뒤편에서 벌어지는 연출자들의 일”로 묘사하며, 진짜 결정은 공청회장에서가 아니라, 사적인 전화와 비공식 회의에서 내려진다고 증언한 바 있다.
하지만 그는 QGA에서의 성공적인 경력을 쌓아가던 중, 로비의 윤리적 경계에 근본적인 의문을 품게 되는 사건을 겪는다. 2004년, 아프리카 서부의 국가인 코트디부아르(아이보리코스트)의 대통령 로랑 그바그보(Laurent Gbagbo)가 QGA에 로비를 의뢰하자, 코너튼은 직접 아비장으로 출장을 떠나 그바그보를 면담하게 된다. 당시 국제사회는 그바그보 정권을 언론 탄압, 인권 유린, 부정선거 등으로 비판하고 있었고, 미국 역시 그를 비판적인 시선으로 바라보는 상황이었다. 코너튼은 직접적인 대화를 통해 그바그보가 어떤 정책 비전을 갖고 있는지, 미국과의 외교 관계 개선에 의지가 있는지를 파악하고자 했으나, 그바그보는 민주주의나 개혁에는 전혀 관심이 없었고, 오로지 국제 언론과 미국 정부를 상대로 한 이미지 세탁과 PR에만 집중하고 있었다. 코너튼은 이 경험을 통해 로비 활동이 단지 ‘정책을 돕는 기술’이 아니라, 때로는 부패한 정권과 권력 남용을 국제적으로 합리화해주는 '세탁 메커니즘'이 될 수도 있다는 충격적인 사실을 깨닫게 되었다.
그는 이후 회고록에서 이 경험을 ‘영혼의 균열’로 묘사하며, 로비스트가 된다는 것은 때때로 타인의 고통과 억압을 모른 척해야만 하는 일이라는 점을 인정하게 되었다고 밝혔다. 그바그보 사건은 코너튼에게 도덕적 경고음이 되었고, 이후 그가 로비 세계에서 느끼기 시작한 회의와 환멸은 더욱 심화되었다. 특히 그는 워싱턴 정계에서 자주 회자되던 “모두가 다 알고 있지만 아무도 말하지 않는 것들”에 대해 민감해졌고, 점차 자기검열과 침묵으로 유지되는 권력의 질서에 대해 의문을 품기 시작했다.
그의 로비스트 경력은 외형적으로는 성공적이었다. 수많은 기업과 정권이 그를 신뢰했고, 그는 정치의 내부와 외부 모두에 강력한 영향력을 행사할 수 있는 인물로 성장했다. 그러나 내면적으로 그는 점점 자신이 돕고 있는 구조가 사회 전체에 어떤 영향을 미치는지에 대해 의심하게 되었고, 자신이 권력자들을 위해 기술적으로 봉사하는 역할에 지나지 않는다는 자각에 괴로워하기 시작했다. 이 시기의 경험은 이후 그가 금융위기 당시 규제 실패의 근본 원인을 이해하고, 미국 정치의 병리적 구조를 내부자의 시선에서 분석하게 되는 기반이 되었다. 코너튼은 로비스트 시절을 “권력과 돈의 최전선에서, 침묵과 자기기만으로 자신을 정당화하던 시기”라고 정의했으며, 결국 이 회의는 그를 다시금 정치의 언저리에서 벗어나 진실을 드러내는 작가로 이끄는 단초가 되었다.

## 금융위기와 정치적 회의
2009년, 조 바이든이 오바마 행정부의 부통령으로 취임하면서 그가 오랫동안 맡아온 델라웨어주 상원의원직이 공석이 되자, 그의 오랜 참모였던 테드 카우프만(Ted Kaufman)이 임시 상원의원으로 지명되었다. 이와 함께 제프 코너튼 역시 의회로 복귀하게 되었으며, 테드 카우프만 상원의원의 수석보좌관(Chief of Staff)으로 임명되어 상원에서의 실무를 총괄하게 되었다. 코너튼의 복귀 시점은 단순한 정치적 회귀가 아니라, 미국 정치사에서 가장 결정적인 시기 중 하나인 글로벌 금융위기 직후라는 시대적 배경과 맞물려 있었다. 그가 맞이한 워싱턴은 전례 없는 금융 붕괴와 실업률 상승, 대중의 분노, 그리고 정부와 월스트리트 간의 유착에 대한 비판이 들끓는 혼란의 중심이었다.
코너튼은 이 시기 의회 내에서 진행된 금융개혁 입법 과정에 깊이 관여하면서, 자신이 로비스트 시절 체감했던 권력 구조가 실제로 어떤 방식으로 위기를 확대 재생산하는지를 목격하게 된다. 특히 그는 대형 은행들이 파생상품 및 고위험 자산에 대한 무책임한 투자를 통해 시스템을 붕괴시켰음에도 불구하고, 이들 기업이 거의 아무런 책임도 지지 않은 채 구조조정과 구제금융을 통해 회복되는 과정을 정치권 내부에서 직접 관찰하게 된다. 코너튼은 이러한 상황을 두고 “정책 결정자들은 위기의 원인을 제거하는 것이 아니라, 그것이 다시 반복될 수 있는 구조를 더욱 견고히 만드는 방식으로 대응하고 있었다”고 회고했다.
그는 금융위기를 단순한 경제 현상이 아니라, 미국 민주주의의 구조적 결함이 응축된 사건으로 인식했다. 의회의 입법 과정은 대중의 요구와는 무관하게, 월스트리트의 이해관계에 따라 유연하게 설계되고 조정되었다. 금융규제 개혁 논의가 활발하게 이루어졌던 2009년부터 2010년 사이, 그는 여러 차례에 걸쳐 대형 은행의 대표들과 고위 로비스트, 그리고 백악관 경제팀 인사들과 접촉했으며, 이들이 실질적인 권력의 중심에 있음을 체감했다. 테드 카우프만 의원은 당시 상원에서 금융범죄 수사와 대형 은행 해체 등 급진적 개혁안을 추진하고자 했으나, 코너튼은 그 과정이 매번 로비 집단의 압력과 행정부의 미온적 태도, 그리고 의회 내부의 관성 앞에서 좌절되는 현실을 지켜보아야 했다.
그는 이 경험을 통해, 이상적인 개혁의지가 있다 하더라도 그것이 제도 정치 내부에서 살아남기란 매우 어렵다는 냉정한 판단에 이르게 된다. 입법은 상징적으로 추진되었지만, 실질적으로는 대부분이 타협과 후퇴의 결과물이었다. 금융 시스템의 핵심 구조—예컨대 'Too Big to Fail(대마불사)' 은행들에 대한 해체 논의, 파생상품 거래에 대한 실질 규제, 금융범죄에 대한 형사 처벌 등—은 논의조차 제대로 되지 못한 채 사장되거나 축소되었고, 이는 그가 정치권 전반에 대해 품고 있던 회의감을 더욱 심화시키는 계기가 되었다.
이러한 문제의식을 바탕으로, 제프 코너튼은 2012년 자신의 회고록 《The Payoff: Why Wall Street Always Wins》를 출간한다. 이 책은 단순한 자서전이 아니라, 미국 정치 시스템의 구조적 무능과 금융권과의 유착을 고발하는 내부 고발서에 가까운 성격을 지니고 있다. 코너튼은 책에서 자신이 직접 경험한 상원 내부의 회의, 로비스트들의 전략, 공청회의 형식주의, 행정부와 의회의 묵시적 합의 등을 구체적으로 묘사하며, 의회가 대중을 위한 공공 정책의 산실이 아니라, 특정 사적 이익집단의 이해관계를 조율하는 협의회에 가깝다는 점을 강조한다.
그는 특히 진정한 개혁을 추진하고자 했던 정치인들조차, 시스템의 구조적 한계와 외부 압력, 내부의 고립에 의해 결국 패배하거나 변질될 수밖에 없다고 주장했다. 이 책에서 코너튼은 민주주의란 이름 아래 작동하는 미국 정치가 실상은 대형 금융기업에 의해 ‘사유화(privatized)’된 구조라고 분석하며, 일반 유권자의 의사는 제도적으로 반영되기 어렵고, 입법은 여론에 호소하기 위한 쇼이자 정략적 조율에 불과하다고 단언했다. 그의 이와 같은 폭로는 정치권 내에서는 상당한 충격을 주었으며, 언론과 지식인 사회에서는 '정치 내부자의 자각'이라는 평가를 받았다.
《The Payoff》의 출간은 단지 하나의 책의 출판을 넘어, 제프 코너튼 개인에게는 제도정치로부터의 근본적인 이탈을 의미하는 사건이었다. 그는 이후 상원 보좌관직을 사임하고, 정치권으로의 복귀를 전면적으로 차단하였으며, 더 이상 시스템 내부에서 개혁을 시도할 수 있다는 환상을 가지지 않게 되었다. 그는 언론 기고와 인터뷰, 강연 등을 통해 자신의 체험을 알리고, 시민들에게 정치 시스템의 한계와 자본권력의 실체를 환기시키는 활동을 이어갔다. 그는 정치 개혁을 위해서는 단순한 인물 교체나 정당 재편이 아닌, 시스템 자체에 대한 철저한 해체적 성찰과 민주적 재구성이 필요하다고 주장했으며, 자신의 이탈을 통해 그것이 얼마나 어려운 일인지를 보여주고자 했다.
그의 이러한 전환은 미국 작가 조지 패커(George Packer)의 저서 《디 언와인딩(The Unwinding)》에서도 중요한 사례로 다뤄졌다. 패커는 코너튼을 ‘제도 내부자의 윤리적 이탈’이라는 상징적 인물로 평가하며, 그가 경험한 환멸과 탈정치화의 과정이 미국 중산층 시민들이 겪는 민주주의의 붕괴와 구조적 불신을 그대로 반영한다고 보았다. 코너튼의 경로는 단지 개인적인 선택의 문제가 아니라, 현대 미국 정치가 더 이상 시민의 신뢰를 회복할 수 없는 시스템적 한계에 봉착해 있음을 보여주는 하나의 징후로 읽히며, 이러한 의미에서 그는 단지 보좌관이나 로비스트가 아니라, '정치 해체기의 증언자'로 자리매김하게 되었다.

## 경력
- 1983년: 스미스 바니(Smith Barney) 입사
- 1985년: E.F. 허튼(E.F. Hutton) 재무 분석가
- 1987년 ~ 1991년: 조 바이든 상원의원 특별보좌관
- 1994년: 애브너 미크바(Abner Mikva) 연방항소법원 판사 재판연구원
- 1995년 ~ 1996년: 미국 백악관 법률보좌관실 근무
- 1997년 ~ 2000년대 초반: Covington & Burling 및 Arnold & Porter 법률회사에서 근무
- 2000년대 초반: 퀸 질레스피 앤드 어소시에이츠(Quinn Gillespie & Associates) 공동 설립 및 부회장
- 2009년 ~ 2011년: 테드 코프먼(Ted Kaufman) 상원의원 비서실장
- 2012년: 저서 《The Payoff: Why Wall Street Always Wins》 출간

## 학력
- 앨라배마 대학교 학사 (경영학, 1981년)
- 시카고 대학교 부스 경영대학원 경영학 석사 (MBA, 1983년)
- 스탠퍼드 대학교 로스쿨 법학박사 (J.D., 1994년)